# Anastasija Micha'eli
Anastasija Micha'eli (hebrejsky: אנסטסיה מיכאלי, rusky: Анастасия Владимировна Михалевская, Anastasija Vladimirovna Michalevskaja) je izraelská politička a poslankyně Knesetu za stranu Jisra'el bejtejnu.

## Biografie
Narodila se 12. července 1975 v Leningradu, v tehdejším Sovětském svazu. V 90. letech 20. století přesídlila do Izraele. Získala vysokoškolské vzdělání inženýrského směru na Sanktpetěrburské ekonomické univerzitě telekomunikací, pak studovala ekonomický obor na Bar-Ilanově univerzitě. Žije ve městě Rišon le-Cijon, je vdaná, má osm dětí. Hovoří hebrejsky, anglicky a rusky.

## Politická dráha
Je členkou izraelského odboru Světové sionistické organizace. Angažuje se ve výboru Židovské agentury.
Do Knesetu nastoupila po volbách roku 2009, ve kterých kandidovala za stranu Jisra'el Bejtejnu. Po roce 2009 zastává post členky parlamentního výboru pro vzdělávání, kulturu a sport, výboru pro kontrolu státu, výboru pro status žen a výboru pro televizi a rozhlas. Angažuje se v parlamentních ligách pro izraelsko-estonské, izraelsko-rakouské a izraelsko-švýcarské přátelství.
Po izraelském zásahu proti konvoji plujícímu do Pásma Gazy v roce 2010 a v lednu 2012 se dostala do potyčky s poslanci z opozičních stran.